# Клан Маккоркодейл

Емблема (хрест) клану Маккоркодейл.

Герб вождів клану Маккоркодейл.

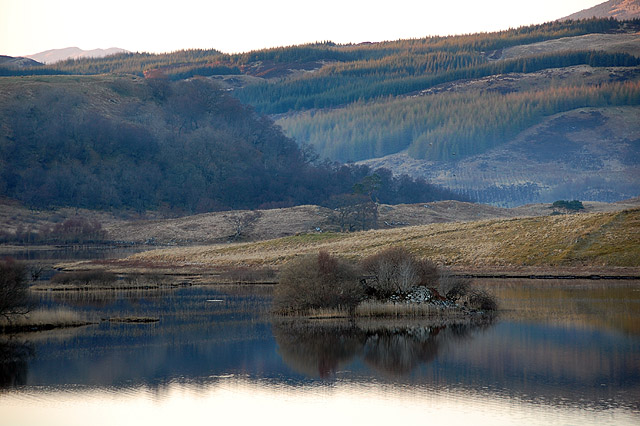
Ейлен а Барайн — Острів Барона на озері Лох-Тромлі. Руїни замку.

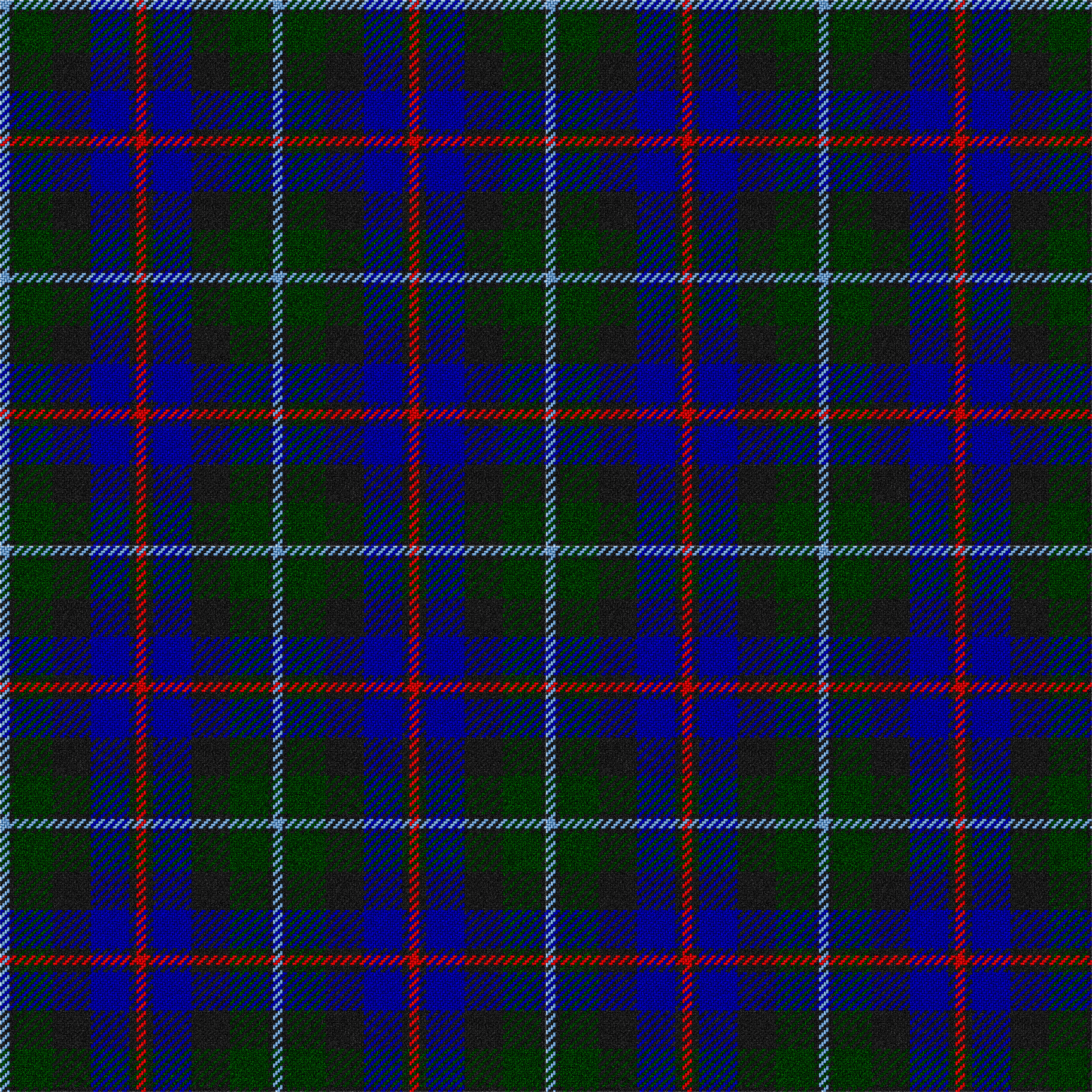
Тартан, що використовував клан Маккоркодейл.

Клан Маккоркодейл (шотл. гел. Clan McCorquodale) — один з кланів Шотландії. Хоча клан на сьогодні не має вождя, але герольди Шотландії визнали його повноправним кланом — рідкісний випадок в історії Шотландії. Останній вождь цього клану помер у XVIII столітті — династія вождів клану Маккоркодейл перервалася. У Шотландії такі клани не визнають повноправними кланами, називають їх «кланами зброєносців», але для клану Маккоркодейл було зроблено виняток. Хоча права цього клану, звісно, не такі як у кланів, що мають визнаного вождя. Історично клан володів землями на берегах озера Лох-Ейв у Аргіллі, тепер входить до складу графства Шотландії Аргілл-і-Б'ют. Центр родових земель клану був розташований біля озера Лох-Тромлі (шотл. гел. Loch Tromlee) — замок на острові цього озера був резиденцією вождів клану Маккоркодейл.
Гасло клану: «Vivat Rex!» — «Хай живе король!»

## Історія клану Маккоркодейл

### Походження назви
Назва клану Маккоркодейл це перекручена кельтська назва Мак Хоркадайл (шотл. гел. Mac Thorcadail) — син Торкадала. Кельське ім'я Торкадал походить від вікінгів. З давньонорвезької перекладається як «казанок Тора». Тор  — божество давніх вікінгів. Інший варіант перекладу цього імені — «казан духу грому». У 1881 році це прізвище було дуже поширене на землях Пайслі (шотл. гел. Paisley). Це збігається з володіннями клану Маккоркодейл у Аргіллі. Клан МакЛауд з Льюїса та клан Ганн стверджують, що Торкадал чи Хоркадайл — це септа їх кланів. Але насправді люди з прізвищами Торкадал не мають відношення до кланів Ганн і МакЛауд.

### Засновник клану
Засновником клану Маккоркодейл був Хоркіл або Торкадал (шотл. гел. Thorkil, Torcadal), що був воїном армії скоттів короля Кеннета МакАльпіна . Альпін II — батько Кеннета МакАльпіна, король першого королівства скоттів Дал Ріада загинув у бою, а його голову віднесли ворогам — піктам. Голову короля пікти потім виставили в місті Камелон. Хоркіл зумів повернути голову короля назад в королівство Дал Ріада. За цей подвиг Хоркіла нагородили землями біля озера Лох-Ейв.

### XV століття
Перші історичні записи про клан Маккоркодейл знаходимо у документах XV століття. Повідомляється, що в той час барони Маккоркодейл мали владу на низкою земель Аргіллу — на захід від озера Лох-Ейв. Вони володіли землями Фантелейн (шотл. гел. Phantelane). Назва земель походить від гельської назви Фіоннт Ейлен (шотл. гел. Fionnt Eilean) — Білий Острів. Ще ці землі називались Ейлін а Барайн (шотл. гел. Eilean-a-Bharain) — Острів Барона. Розташована ця земля була на озері Лох-Тромлі, де власно був замок вождів клану Маккоркодейл. Сьогодні рівень води в озері сильно впав через меліоративні роботи, і це вже не острів. Від замку лишилися одні руїни. Колись всі береги Лох-Ейв від Авіх до Ард-ан-айсейг (шотл. гел. Ard-an-aiseig) належали клану Маккоркодейл.
У 1434 році вождь клану Еван Маккоркодейл отримав королівську грамоту на володіння землями. У грамоті Еван був вказаний як лорд Майнтелан (гельск. — Lord Maintelan). Пізніше ця назва писалося як лорд Фантеланд (гельск. — Phanteland).

#### XVI століття
У 1542 році ці землі стали вільною вотчиною бароків Маккоркодейл. У 1556 році барон Дункан Маккоркодейл Фантелейн отримав герб з зображенням оленя на щиту.

#### XVII століття
У 1612 році Дункан помер, а його сини Ян та Лахлан були оголошені Таємною Радою короля «розбійниками і прихильниками клану МакГрегор». Людей з клану МакГрегор тоді звинувачували у багатьох злочинах, у тому числі у крадіжці гнідої кобили в Дункана. Титул Барона перейшов від Дункана до його сина якого теж звали Дункан. Дункан мав багатьох синів від різних дружин і право на спадщину «гаряче оскаржувалось». Коли спалахнула громадянська війна на Британських островах, клан Маккоркодейл підтримав клан Кемпбелл. У 1645 році Алістер МакКолла зі своїми людьми вирушив вздовж берегів озера Лох-Тромлі. МакКолла наказав своїм людям покинути замок і землі клану Маккоркодейл. Водночас барон Маккоркодейл наказав своїм людям не стріляти в людей клану МакКолла. Але не дивлячись на це виникла перестрілка і одна людина з клану МакДональд був вбитий. У помсту за це клан МакКолла зруйнував замок клану Маккоркодейл. Дункан Маккоркодейл Фантелейн був одним із суддів Агріллширу, що були призначені у 1656 році Олівером Кромвелем.

#### XVIII століття
У XVIII столітті останній вождь клану і барон Маккоркодейл помер, не лишивши нащадків. Потім люди з клану Маккоркодейл жили на берегах озера Лох-Ейвесайд.